# Amerikafeld und Schindkaute bei Steinheim
Amerikafeld und Schindkaute bei Steinheim ist ein Naturschutzgebiet sowie Natura 2000-Gebiet in Hanau im Main-Kinzig-Kreis in Hessen. Es liegt westlich des Stadtteils Steinheim, nördlich der Kreisstraße 213 und westlich der B 45.

## Bedeutung
Bei dem geschützten Gebiet handelt es sich um einen der wenigen erhaltenen Sandtrockenrasen im Rhein-Main-Gebiet, die in der letzten Eiszeit entstanden und durch langjährige Beweidung durch den Menschen bis heute erhalten geblieben sind. Dementsprechend finden sich dort seltene Tier- und Pflanzenarten, die sich an die besonderen Bedingungen angepasst haben, wie etwa das Silbergras oder der Dünen-Sandlaufkäfer. Das Gebiet wird heute noch durch einen Schäfer beweidet, um eine Waldbildung zu verhindern.
Das 16,33 ha große Gebiet mit der Kennung 1435077 ist seit dem Jahr 1995 als Naturschutzgebiet ausgewiesen. Zuvor hatten Investoren noch versucht, das gesamte Gebiet aufzukaufen und dort Gewerbegebäude zu errichten, um noch vor der Ausweisung als Naturschutzgebiet „vollendete Tatsachen“ zu schaffen und anschließend mit Baulandspekukation Gewinne zu erzielen. Daraufhin erließ das Regierungspräsidium Darmstadt als obere Naturschutzbehörde am 6. April 1992 einen Beschluss zur einstweiligen Sicherstellung des Gebietes.
Das FFH-Gebiet Amerikafeld, Schindkaute und Gailenberg umfasst zusätzlich zum Naturschutzgebiet die Flächen des 1991 zum geschützten Landschaftsbestandteil erklärten Gailenberg bei Hanau-Steinheim, auf dem sich vor allem Obstbaumbestände auf Sandrasen befinden.